# Cellardyke
Cellardyke è un villaggio dell'East Neuk nel Fife, Scozia, adiacente a Anstruther a cui di fatto è unito, e a sud di Kilrenny.
Cellardyke, il cui porto è stato ricostruito nel 1829-1831, fa parte del distretto di pesca di Anstruther.
Nel XIX secolo l'attività economica del villaggio era indirizzata prevalentemente dalla pesca che ne rendeva la comunità fiorente. Successivamente, anche a causa di alcuni disastri meteorologici che ne decimarono la flottiglia, la pesca perse importanza e ne assunse il turismo marinaro.